# Джей Роберт Пріцкер
Джей Роберт Пріцкер (англ. Jay Robert Pritzker; нар. 19 січня 1965, Пало-Альто, Каліфорнія, США) — американський мільярдер, підприємець, громадський діяч і філантроп. Є засновником PSP Capital Partners і Pritzker Realty Group, а також співзасновником Artemis Real Estate Partners. У сімейному бізнесі родини Пріцкер Джей Роберт посідає вагоме місце.
2018 року Джей Роберт як представник Демократичної партії здобув переконливу перемогу у виборчих перегонах на посаду губернатора штату Іллінойс. Відтак він став одним з небагатьох мільярдерів-політиків на такій посаді.

## Життєпис
Народився в одній із найбагатших родин Північної Америки, відтак він мав піти стопами батька і розвивати бізнес-імперію своєї родини. Утім, Джей Роберт захоплювався й суспільними проєктами впродовж всього свого життя — тому й домігся ще й значних успіхів на політичному напрямку.

### Дитинство і родина
Народився 19 січня 1965 року в Каліфорнії, на південь від Сан-Франциско. Його батьки (Дональд Пріцкер (Donald Pritzker; 1932—1972) та Сью Сандел (Sue Sandel; 1932—1982)) побралися 1958 року й мали 3 дітей. Свого наймолодшого сина вони назвали на честь його двох дядьків (старших братів Дональда), відомих американських бізнесменів та меценатів єврейського походження, внуків єврея-іммігранта з України (із села Великі Пріцьки) Якова Пріцкера, засновника фінансового клану Пріцкерів.
Його батьки одночасно здобували класичну освіту в елітній школі Ілінойса — Francis W. Parker School. Очевидно, що там уперше й познайомилися. Вони намагалися прищеплювати дітям пієтет до навчання та науки: як світської — у школах, так і духовної — у синагозі. Водночас батько схиляв дітей до економічних дисциплін, набутих ним в Гарвардському університеті, а мати плекала мистецькі схильності дітей, будучи випускницею Коледж Редкліфф, жіночого відділення Гарвардського коледжу. Якщо старші діти, Пенні та Ентоні, ще застали батьків у розквіті сил, у часи їхньої суспільної активності (молодший внук Якова полишив вотчину батька і діда та поселився на Заході США, вів більш незалежну та громадську діяльність), то молодшому Джей Роберту випала складніша доля. Уже в 7 років він став сиротою, адже Дональд Пріцкер помер на 39 році життя від серцевого нападу під час гри в теніс на корті готелю Хаят (на Гаваях).
Спершу опіка матері та частини родичів відвертала увагу дитини від сімейних проблем, та невдовзі мати дедалі частіше захоплювалась алкоголем, відтак родині довелося більше опікуватися дітьми Дональда. Адже через 10 років, 1982 року, Сью Сандел померла, і Джей Роберт став круглим сиротою каліфорнійської гілки Пріцкерів. Старші дядьки, опікуючись наймолодшим сином Дональда, переконали його перебратися до сімейної вотчини — Чикаго.